# Оти (село)
Оти (фр. Auty) насеље је и општина у јужној Француској у региону Миди Пирене, у департману Тарн и Гарона која припада префектури Монтобан.
По подацима из 2011. године у општини је живело 121 становника, а густина насељености је износила 16,31 становника/km². Општина се простире на површини од 7,42 km². Налази се на средњој надморској висини од 220 метара (максималној 218 m, а минималној 123 m).

## Демографија
| 1962. | 1968. | 1975. | 1982. | 1990. | 1999. | 2011. |
| ----- | ----- | ----- | ----- | ----- | ----- | ----- |
| 177   | 183   | 129   | 150   | 148   | 122   | 121   |

График промене броја становника у току последњих година